# 古德朗库尔-莱贝略
古德朗库尔-莱贝略（法語：Goudelancourt-lès-Berrieux）是法国皮卡第大区埃纳省的一个市镇，属于拉昂区克拉奥讷县。该市镇2009年时的人口为57人。

## 人口
古德朗库尔-莱贝略人口变化图示
| 数据来源：INSEE |